# Высшие грибы
Высшие грибы (лат. Dikarya) — подцарство грибов, в которое включают 2 отдела, а именно аскомицеты и базидиомицеты. В быту грибами обычно называются именно высшие грибы (или их плодовые тела). Латинское название подцарства обусловлено тем, что у представителей этих отделов при половом размножении образуются двуядерные клетки (дикарионы) и даже дикариотический мицелий, и лишь по истечении некоторого времени ядра сливаются, порождая диплоидную зиготу.